# Roßbürg
Roßbürg ist ein Weiler der Gemeinde Wallhausen im Landkreis Schwäbisch Hall in Baden-Württemberg. Es liegt circa eineinhalb Kilometer nördlich von Hengstfeld. Roßbürg war bis zum 1. Juli 1974 ein Teil der ehemals selbständigen Gemeinde Hengstfeld.

## Geschichte
Roßbürg wird 1345 als „Rosseburg“ erstmals überliefert.
Die ersten Besitzer der Roßburg sind unbekannt, 1354 wurde sie durch die von Wollmershausen gekauft, die Anfang des 15. Jahrhunderts auch darin wohnten. Das Zubehör der Burg umfasste Teile von Asbach, Kühnhard, Limbach und Schönbronn.
Von der 1449 zerstörten Burg sind Graben und Wall zum Teil erhalten. Den Burgweiler besaßen 1345 die Dürre von Crailsheim und die von Finsterlohe, deren Anteil über die von Walldürn an die von Wollmershausen kam. Der Anteil der Dürre war später ansbachisch. 1449 wurde der Ort eingeäschert.
Im Jahr 1945 wurde Roßbürg durch Brandgranaten zu 80 % zerstört.